# Guidan Roumdji
Guidan Roumdji (auch: Guidan Roumji) ist eine Stadtgemeinde und der Hauptort des gleichnamigen Departements Guidan Roumdji in Niger.

## Geographie

### Lage und Gliederung

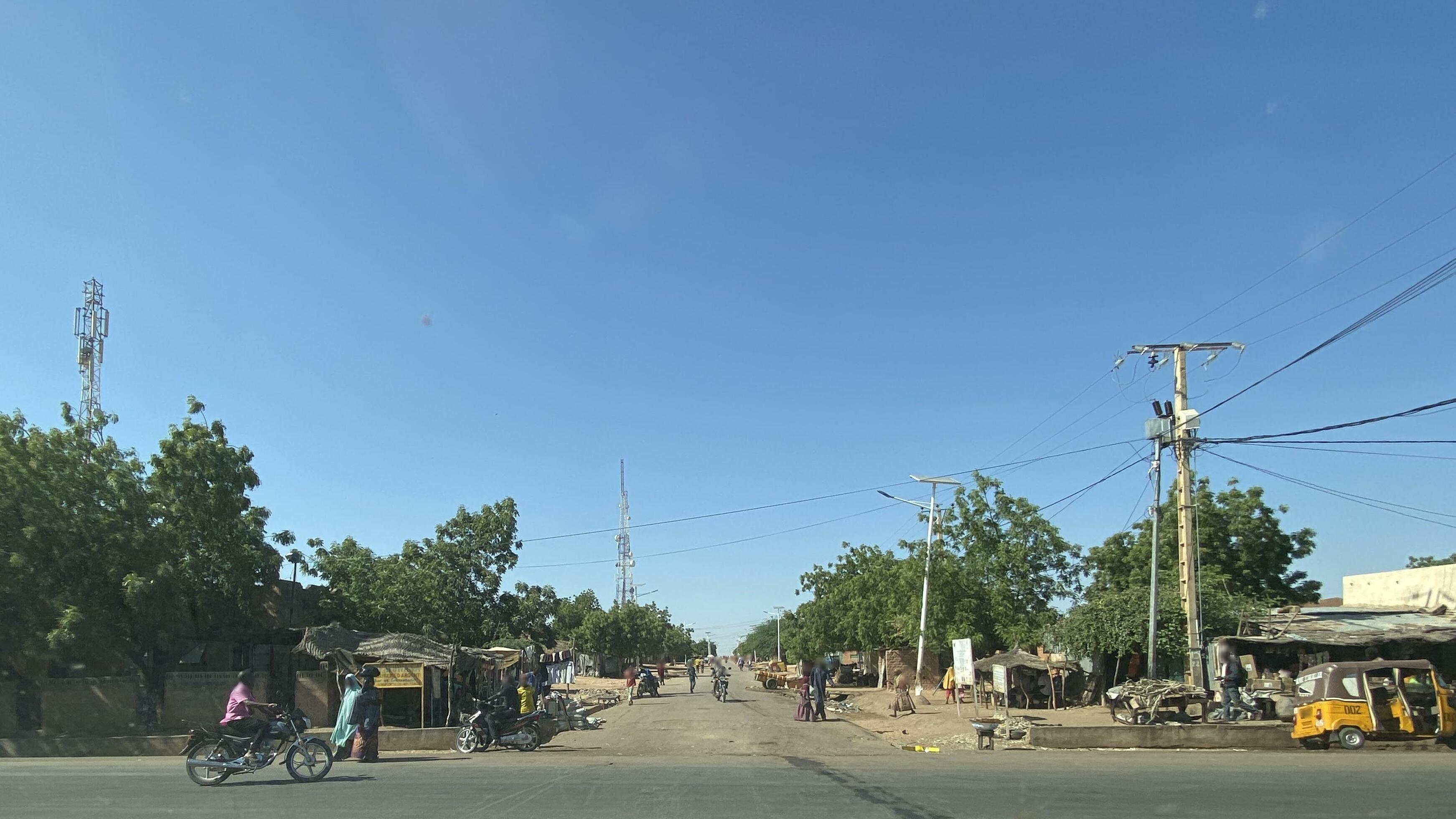
Stadtzentrum von Guidan Roumdji (2022)

Guidan Roumdji liegt am Übergang der Großlandschaft Sudan zur Sahelzone und grenzt im Südwesten an den Nachbarstaat Nigeria. Beim Dorf Souloulou befindet sich ein Grenzübergang. Die Nachbargemeinden in Niger sind Bangui im Nordwesten, Dan-Goulbi im Norden, Chadakori im Nordosten und Guidan Sori im Südosten.

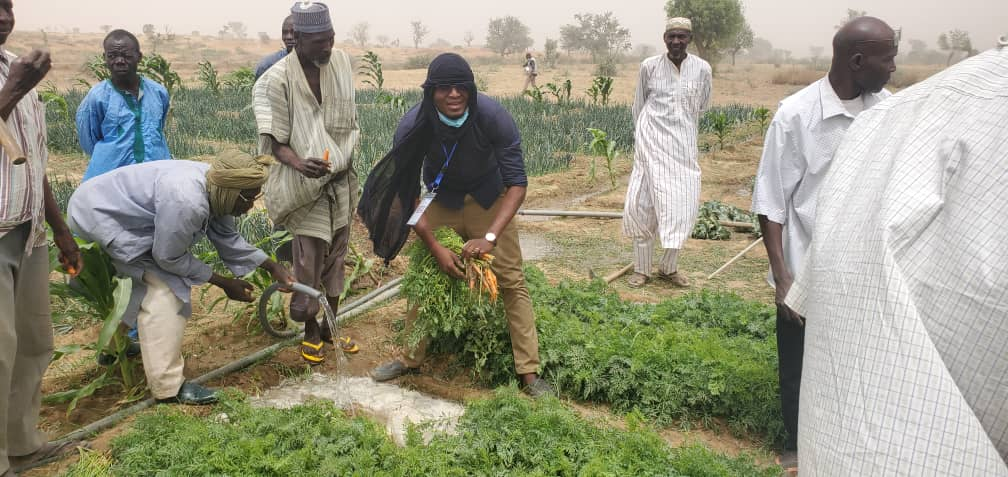
Karottenernte im Weiler Toullé In Bougage im ländlichen Gemeindegebiet von Guidan Roumdji (2022)

Die Gemeinde Guidan Roumdji besteht aus einem urbanen und einem ländlichen Gemeindegebiet. Das urbane Gemeindegebiet ist in die Stadtviertel Angoual Ali Roumdji, Angoual Roumdji, Camp de Garde, Cité Major, Gendarmerie (Résidence), Hôpital de District, Limantchi, Massalatchi, Nakori, Résidence, Sakaraoua und Zango gegliedert. Bei den Siedlungen im ländlichen Gemeindegebiet handelt es sich um 59 Dörfer, 102 Weiler und 10 Lager.
Die Forêt classée de Guidan Roumdji ist ein 2100 Hektar großes unter Naturschutz stehendes Waldgebiet im Gemeindegebiet von Guidan Roumdji. Die Unterschutzstellung erfolgte 1952.

### Klima
In Guidan Roumdji herrscht trockenes Wüstenklima vor. Die Niederschlagsmessstation im Stadtzentrum wurde 1961 in Betrieb genommen.
|                        | Jan  | Feb  | Mär  | Apr  | Mai  | Jun  | Jul  | Aug  | Sep  | Okt  | Nov  | Dez  |   |      |
| Mittl. Temperatur (°C) | 21,9 | 25,0 | 28,7 | 31,9 | 32,8 | 31,7 | 28,8 | 27,0 | 28,5 | 29,3 | 26,5 | 22,7 | ⌀ | 27,9 |
| Mittl. Tagesmax. (°C)  | 30,2 | 33,6 | 37,4 | 40,0 | 39,8 | 37,8 | 34,0 | 31,4 | 34,1 | 36,7 | 34,7 | 30,9 | ⌀ | 35   |
| Mittl. Tagesmin. (°C)  | 14,3 | 16,8 | 19,7 | 22,8 | 25,5 | 26,1 | 24,5 | 23,3 | 23,7 | 21,9 | 18,4 | 15,1 | ⌀ | 21   |
|                        |      |      |      |      |      |      |      |      |      |      |      |      |   |      |
| Niederschlag (mm)      | 0    | 0    | 0    | 1    | 10   | 20   | 64   | 115  | 47   | 7    | 0    | 0    | Σ | 264  |
|                        |      |      |      |      |      |      |      |      |      |      |      |      |   |      |
| Sonnenstunden (h/d)    | 10,3 | 10,5 | 10,8 | 11,2 | 11,5 | 11,4 | 9,6  | 7,9  | 10,1 | 10,6 | 10,3 | 10,2 | ⌀ | 10,4 |
|                        |      |      |      |      |      |      |      |      |      |      |      |      |   |      |
| Regentage (d)          | 0    | 0    | 0    | 0    | 2    | 3    | 8    | 10   | 5    | 1    | 0    | 0    | Σ | 29   |
|                        |      |      |      |      |      |      |      |      |      |      |      |      |   |      |
| Luftfeuchtigkeit (%)   | 17   | 13   | 10   | 15   | 29   | 45   | 62   | 73   | 64   | 32   | 18   | 18   | ⌀ | 33,1 |

| 14,3 |

| 16,8 |

| 19,7 |

| 22,8 |

| 25,5 |

| 26,1 |

| 24,5 |

| 23,3 |

| 23,7 |

| 21,9 |

| 18,4 |

| 15,1 |

| 14,3 |

| 16,8 |

| 19,7 |

| 22,8 |

| 25,5 |

| 26,1 |

| 24,5 |

| 23,3 |

| 23,7 |

| 21,9 |

| 18,4 |

| 15,1 |

| N i e d e r s c h l a g | 0   | 0   | 0   | 1   | 10  | 20  | 64  | 115 | 47  | 7   | 0   | 0   |
|                         | Jan | Feb | Mär | Apr | Mai | Jun | Jul | Aug | Sep | Okt | Nov | Dez |

## Geschichte
Der Name Guidan Roumdji bedeutet „Haus des Metzgers“. Ursprünglich handelte es sich um ein kleines Dorf von aus Nigeria stammenden Metzgern, die auf das heimliche Schlachten von gestohlenem Vieh spezialisiert waren. Die Stadt ist ein alter Marktort. Der erste Markt wurde noch in vorkolonialer Zeit geschaffen.
Guidan Roumdji wurde 1972 zur Hauptstadt des neugeschaffenen Arrondissements Guidan Roumdji, des späteren Departements gleichen Namens. Im Jahr 2002 wurde das Stadtgebiet um den umliegenden Kanton Guidan Roumdji erweitert.
Aus dem Nordwesten des Nachbarlands Nigeria flüchteten aufgrund der sich verschlechternden Sicherheitslage von April bis Juli 2019 mehr als 35.000 Menschen in die Departements Guidan Roumdji und Madarounfa in Niger. Im urbanen Gemeindegebiet von Guidan Roumdji kamen rund 3000 Flüchtlinge unter und im ländlichen Gemeindegebiet, unter anderem in den Dörfern Guidan Alkali und Kabra, rund 900 Flüchtlinge.

## Bevölkerung
Bei der Volkszählung 2012 hatte die Gemeinde 95.791 Einwohner, die in 12.018 Haushalten lebten. Bei der Volkszählung 2001 betrug die Einwohnerzahl 63.599 in 8836 Haushalten.
Das urbane Gemeindegebiet hatte 17.525 Einwohner in 2322 Haushalten bei der Volkszählung 2012, 10.744 Einwohner in 1615 Haushalten bei der Volkszählung 2001 und 7039 Einwohner in 1067 Haushalten bei der Volkszählung 1988. Bei der Volkszählung 1977 waren es 3006 Einwohner.
In ethnischer Hinsicht ist die Gemeinde ein Siedlungsgebiet von Gobirawa, Fulbe, Tuareg und Azna. Die zentrale Verkehrssprache ist Hausa.

## Politik und Justiz

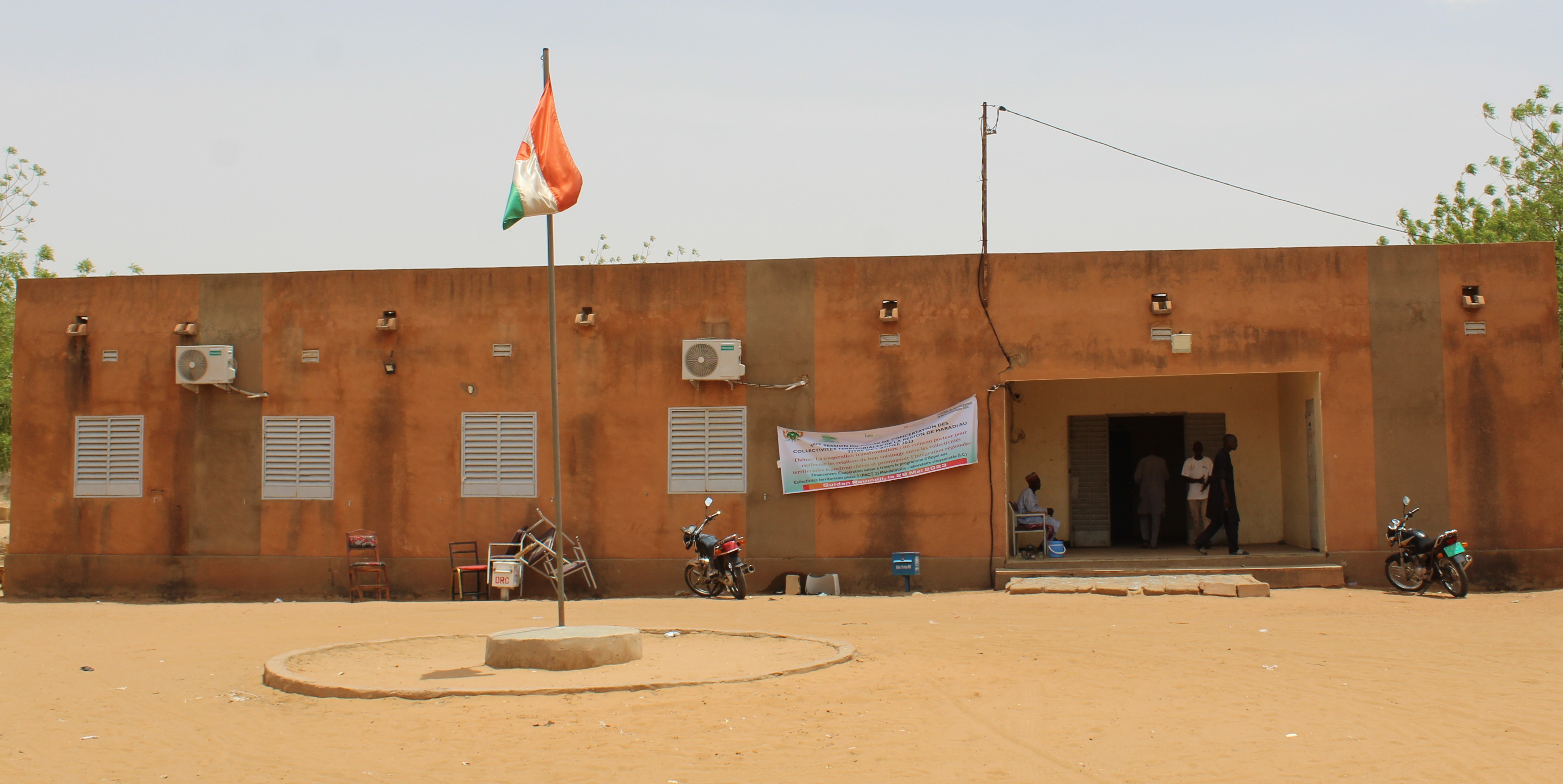
Rathaus von Guidan Roumdji (2023)

Der Gemeinderat (conseil municipal) hat 23 gewählte Mitglieder. Mit den Kommunalwahlen 2020 sind die Sitze im Gemeinderat wie folgt verteilt: 11 PNDS-Tarayya, 5 MODEN-FA Lumana Africa, 2 MNSD-Nassara, 2 MPR-Jamhuriya, 1 ADEN-Karkara, 1 MPN-Kiishin Kassa und 1 PJP-Génération Doubara.
Jeweils ein traditioneller Ortsvorsteher (chef traditionnel) steht an der Spitze von 58 Dörfern im ländlichen Gemeindegebiet.
Die Stadt ist der Sitz eines Tribunal d’Instance, eines der landesweit 30 Zivilgerichte, die unterhalb der zehn Zivilgerichte der ersten Instanz (Tribunal de Grande Instance) stehen. Die Haftanstalt Guidan Roumdji hat eine Aufnahmekapazität von 300 Insassen.

## Kultur und Sehenswürdigkeiten
In der Mitte des Marktplatzes am Rand des urbanen Zentrums von Guidan Roumdji steht eine in traditioneller Lehmbauweise errichtete Moschee. Die quadratische Grundfläche der Gesamtanlage ist 50 Quadratmeter groß und von einer einen Meter hohen Außenmauer umgeben. Zugänge sind in der Nord-, West- und Südmauer vorhanden. Die Moschee wird nur an Markttagen genutzt.

## Wirtschaft und Infrastruktur

### Wirtschaft

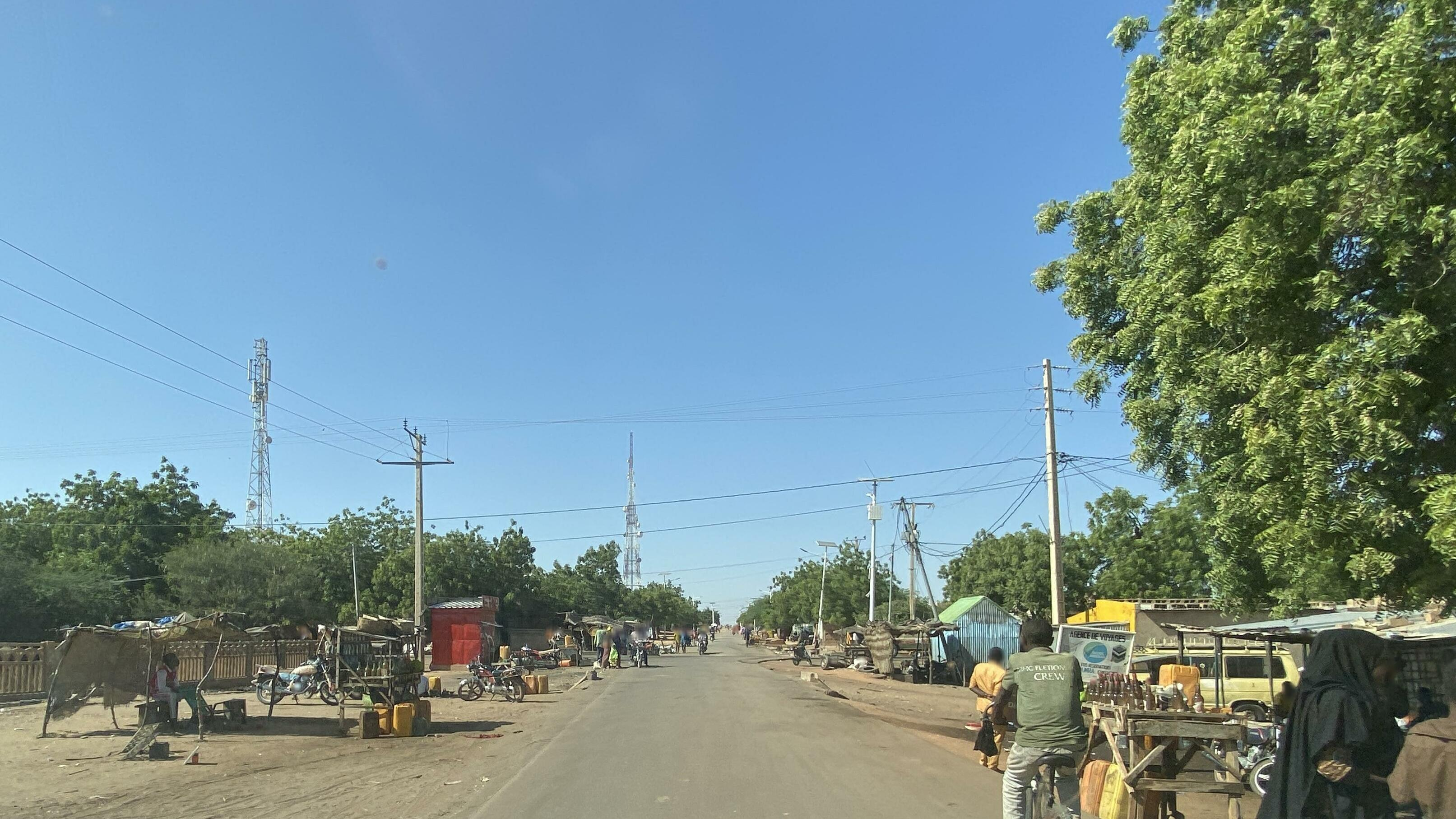
Straßenmarkt in Guidan Roumdji (2022)

Die wirtschaftlichen Aktivitäten in Guidan Roumdji erstrecken sich auf Ackerbau, Viehzucht, Handel, Handwerk und Fischzucht. Angebaut werden Hirse, Sorghum, Bohnen, Sesam und Sauerampfer sowie – im Flussbett eines Trockentals und an dessen Ufern – Tomaten, Kürbisse, Honigmelonen, Fisolen, Wassermelonen und Mais. Die von allen Volksgruppen betriebene Viehzucht betrifft Rinder, Schafe, Ziegen und Kamele. Die Fischzucht und die mit traditionellen Methoden betriebene Imkerei sind wichtige Einkommensquellen.
In Guidan Roumdji wird ein Viehmarkt abgehalten. Der Markttag ist Sonntag. Der Handel ist vielfältig, wobei die vorrangigen Güter landwirtschaftliche Produkte, Produkte des verarbeitenden Gewerbes, Bekleidung und Gewürze darstellen. Die in der Stadt vorhandenen Handwerksbetriebe sind unter anderem Schmieden, Webereien und Töpfereien. Das staatliche Versorgungszentrum für landwirtschaftliche Betriebsmittel und Materialien (CAIMA) unterhält eine Verkaufsstelle im Stadtzentrum.

### Gesundheit und Bildung
Im Stadtzentrum gibt es ein Distriktkrankenhaus und ein über ein eigenes Labor und eine Entbindungsstation verfügendes Gesundheitszentrum des Typs Centre de Santé Intégré (CSI). Weitere Gesundheitszentren dieses Typs, jedoch jeweils ohne eigenes Labor und Entbindungsstation, sind in den ländlichen Siedlungen Dan Tourké, El Kolta, Halbaoua Salifou, Karazomé und Souloulou vorhanden.
Allgemein bildende Schulen der Sekundarstufe sind der CEG Halbaoua, CEG FA Guidan Roumdji und der CES Guidan Roumdji. Das Kürzel CEG steht dabei für Collège d’Enseignement Général und das Kürzel CES für Collège d’Enseignement Secondaire. Als CEG FA wird ein Collège d’Enseignement Général des Typs Franco-Arabe bezeichnet, das einen Schwerpunkt auf die arabische zusätzlich zur französischen Sprache aufweist. Der Collège d’Enseignement Technique de Guidan Roumdji (CET Guidan Roumdji) ist eine technische Fachschule. Das Berufsausbildungszentrum Centre de Formation aux Métiers de Guidan Roumdji (CFM Guidan Roumdji) bietet Lehrgänge in familiärer Wirtschaft, Tischlerei und Metallbau an. Im urbanen Gemeindegebiet gibt es elf Grundschulen.

### Verkehr

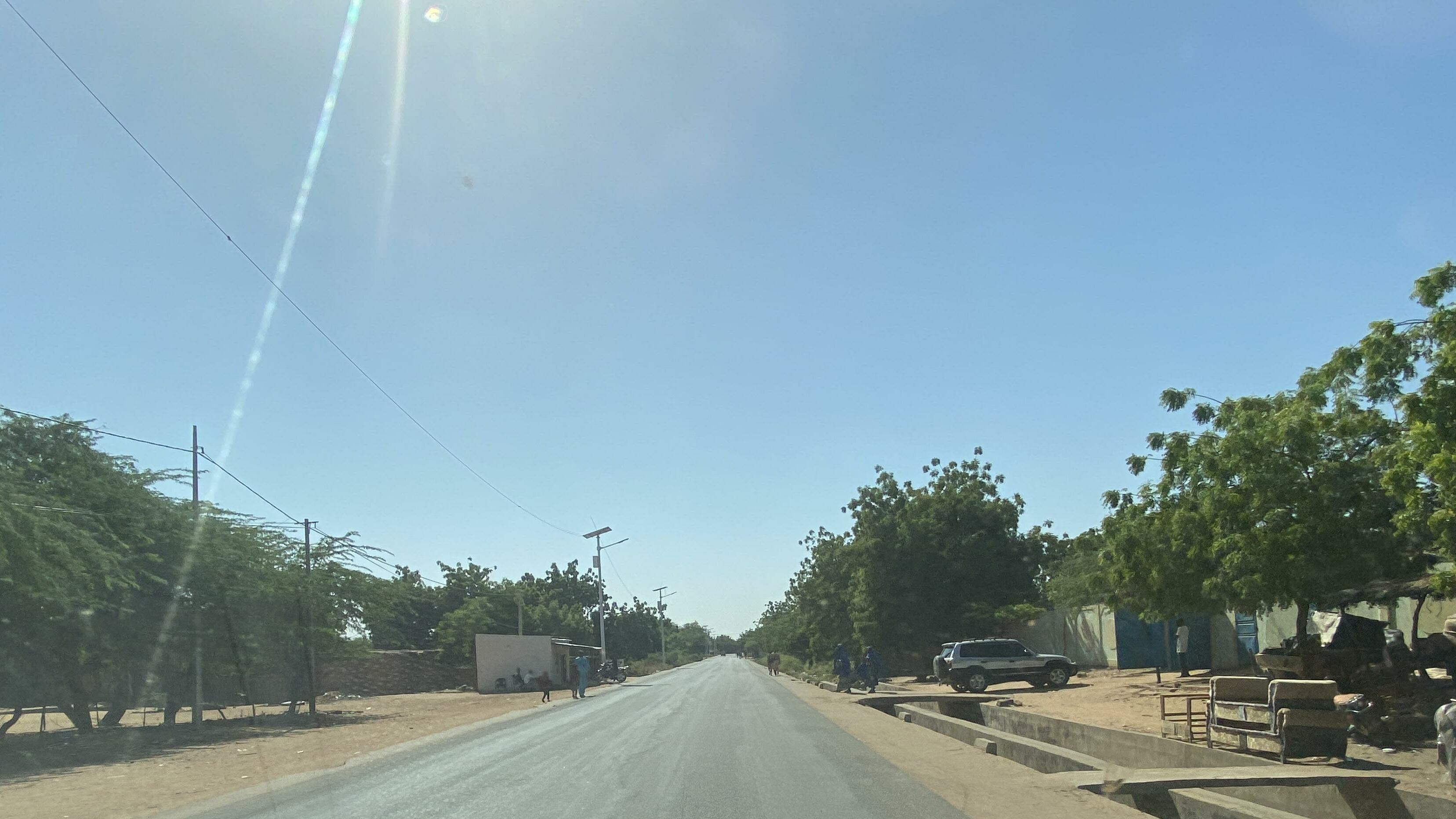
Nationalstraße 1 in Guidan Roumdji (2022)

Durch die Gemeinde, unter anderem durch das Stadtzentrum, führt die asphaltierte Nationalstraße 1, die längste Fernstraße Nigers.